# Alexander Igorewitsch Bondar
Alexander Igorewitsch Bondar (russisch Александр Игоревич Бондарь, * 25. Oktober 1993 in Luhansk, Ukraine als Oleksandr Bondar, ukrainisch Олександр Бондар) ist ein russischer Wasserspringer ukrainischer Herkunft. Er startet in der Disziplin 10-m-Turmspringen in Einzel- und in Synchronwettbewerben. Nach seiner Heirat mit einer Russin startet er seit Oktober 2015 für Russland. Nachdem er in der Vergangenheit in Synchronwettbewerben mit dem Ukrainer Oleksandr Horschkowosow angetreten war, ist mittlerweile der Russe Wiktor Minibajew sein Sprungpartner.
Oleksandr Bondar gewann bei Junioreneuropameisterschaften insgesamt vier Gold-, drei Silber und zwei Bronzemedaillen. Bei den Europameisterschaften 2009 in Turin gewann er im 10-m-Synchronwettbewerb mit der Bronzemedaille seine erste internationale Medaille bei den Erwachsenen. Zwei Jahre später folgte bei den Europameisterschaften, abermals in Turin, mit Bronze im Turmspringen auch seine erste Einzelmedaille. Im Synchronwettbewerb konnte er zudem die Silbermedaille feiern. Bei den Europameisterschaften 2011 in Eindhoven gewann er gemeinsam mit Olena Fedorowa Silber im Mixed-Team und belegte im Synchronspringen den Bronzerang.
Bei seinen ersten Weltmeisterschaften 2009 in Rom wurde er im 10-m-Synchronwettbewerb Zwölfter. Im gleichen Wettbewerb gewann er 2011 in Shanghai mit Horschkowosow die Bronzemedaille und erreichte zudem vom Turm das Einzelfinale, wo er Rang acht belegte. Bondar nahm an den ersten Olympischen Jugend-Sommerspielen 2010 in Singapur teil und gewann sowohl im 3-m-Kunstspringen als auch im 10-m-Turmspringen die Silbermedaille. Bei seinen ersten Olympischen Spielen 2012 in London kam er sowohl im Einzel, als auch im Synchronspringen vom 10-Meter-Turm ins Finale, belegte dort aber mit den Plätzen zwölf und acht jeweils den letzten Rang.